# Michał Sjudak
Michał Sjudak (ur. 1874, zm. 1936) – polski nauczyciel, pedagog i twórca eksperymentalnej szkoły w Turkowiczach. Celem jego eksperymentalnej szkoły była przebudowa zacofanej wsi. Odpowiednio przygotowany program szkolny oraz organizacja pracy dzieci pozwoliły zdobyć wiejskim uczniom nie tylko obszerną wiedzę, ale też z powodzeniem wdrożyć tę wiedzę do codziennego życia całej wsi.